# Raiden Tameimon
Raiden Tameimon (雷電爲右エ門, Raiden Tameemon) (né en janvier 1767 – 11 février 1825), de son vrai nom Seki Tarōkichi, est l'un des plus grands lutteurs sumo de l'histoire, bien qu'il ne soit jamais devenu yokozuna, ce qui constitue une énigme historique. Au total, il comptabilise 254 victoires pour seulement 10 défaites, soit un pourcentage de victoires de 96,2%, un record encore invaincu aujourd'hui. Il domine tellement le monde du sumo que les officiels en arrivent à lui interdire d'utiliser ses techniques favorites afin de garder l'intérêt des combats.

## Biographie
Raiden est né dans une famille d'agriculteurs d'un village rural de la province de Shinano. Il aurait été doté d'un gabarit imposant dès son enfance. Son père, Hanemon, grand amateur de sumo autant que de saké, autorise son fils de 14 ans à apprendre le sumo à Nagaze (aujourd'hui appelé Murokocho), le village voisin. À 17 ans, le maître de l'écurie Urakaze le remarque après son arrivée dans la région alors qu'il est en jungyō (tournée régionale) avec ses lutteurs. Il est particulièrement impressionné par le physique du jeune homme, qui est extraordinaire pour l'époque. Le jeune Raiden mesure 1,97 m, soit trois têtes de plus que la plupart de ses contemporains. Il dispose également de longs bras et de grandes mains. Une empreinte de main conservée au temple Shōfuku-ji près d'Okayama, qui est présentée comme celle de Raiden, mesure 24 cm du bout du majeur jusqu'au poignet. Quand Raiden est entraîné comme lutteur, il développe un poids de 169 kg.
Quand Urakaze Kazuki l'invite à Edo et commence à l'entraîner, il apparaît que Raiden ne possède pas seulement le corps d'un géant (selon les standards japonais du XVIIIe siècle) mais également un talent pour le sumo. Il est particulièrement doué pour les techniques oshi-sumo et est capable de se déplacer très vite par rapport à sa taille. Raiden quitte rapidement l'écurie et rejoint non officiellement l'écurie Isenoumi (en), où le yokozuna Tanikaze Kajinosuke devient son entraîneur.

### Carrière sumo professionnel
En 1789, son shikona (en) (nom de lutteur) Raiden (« Éclair ») apparaît dans le classement du banzuke, bien que Raiden n'ait pas fait ses débuts avant l'été 1790. Il est au rang de sekiwake, comme il est alors de coutume. Il obtient le record de victoires sans aucune défaite aux basho (tournois). Après la mort de Tanikaze, Raiden est promu ōzeki en mars 1795, un rang qu'il conserve pendant 17 ans. Entre novembre 1793 et avril 1800, Raiden termine avec le meilleur résultat dans tous les tournois auquel il participe, devant les autres grands combattants de son temps, Tanikaze et Onogawa Kisaburō.
Des 35 tournois auxquels il participe durant sa carrière (il y en a 2 par année), Raiden obtient le meilleur résultat dans 28 d'entre eux. Ses victoires sont cependant considérées comme non officielles par l'actuelle association japonaise de sumo car elles ont lieu avant l'établissement du système des yūshō en 1909, et aucun prix individuel n'était remis durant les tournois. Dans 7 de ces tournois, il gagne sans une seule défaite ni match nul. Sa plus longue série de victoires consécutives est de 44 combats et 11 tournois.

### Retraite du sumo
Finalement, au printemps 1811, Raiden se retire du sumo à l'âge de 43 ans. Il devient président de l'association de sumo de la province d'Izumo (aujourd'hui dans l'actuelle préfecture de Shimane), où le daimyo qui le parraine réside. En 1816, il se rend à Edo et termine son autobiographie Shokoku Sumo Hikae-cho (« Journal du sumo dans différentes régions ») qui raconte sa carrière de lutteur à partir de 1790.
Après sa mort, il est inhumé à Akasaka à Edo. Deux mèches de ses cheveux sont enterrées dans d'autres tombes dans son village natal et à Matsue dans la préfecture de Shimane.
Pendant la carrière de Raiden, son village natal a construit des monuments en l'honneur de ses parents. Raiden lui-même a fait ériger un tonneau de saké en pierre en mémoire de son père. Après sa mort, il apparaît non seulement sur plusieurs statues mais également sur des timbres-poste et des étiquettes de bière.

## Le Mystère de la non-nomination au rang deyokozuna
Malgré sa domination, il n'est jamais promu au rang de yokozuna, le titre le plus élevé dans le sumo. La raison reste encore un mystère dans l'histoire du sumo.
Selon une théorie du journaliste Masahiko Nomi (en), le 19e Yoshida Oikaze n'avait élevé au rang de yokozuna que deux lutteurs, Tanikaze Kajinosuke et Onogawa Kisaburō, et n'avait pas l'intention d'en honorer d'autres dans l'avenir, mais le 20e Yoshida Oikaze tente de vaincre la famille Gojo, qui désire promouvoir Kashiwado Risuke et Tamagaki Gakunosuke en yokozuna, et élève plus tard Ōnomatsu Midorinosuke au rang de yokozuna. Ōnomatsu devient alors le premier nouveau yokozuna depuis 30 ans.
Une autre théorie suggère que la raison doit être cherchée dans l'histoire familiale du daimyo le parrainant, Matsudaira Harusato, un descendant de Yūki Hideyasu, l'un des fils de Tokugawa Ieyasu. D'autre part, la famille Yoshida, qui conserve le privilège de remettre le titre de yokozuna, soutient le clan Hosokawa, qui lui-même soutient Ishida Mitsunari.
Le rang de yokozuna n'est pas un rang officiel dans le banzuke avant le début du XXe siècle. Malgré le fait qu'il ne soit jamais devenu yokozuna, le nom de Raiden est ajouté en tant que « Rikishi sans égal » sur le monument mémorial des yokozuna au Tomioka Hachiman-gū de Tokyo en 1900.

## Palmarès
- La durée réelle des tournois de l'année de l'époque varie souvent.

Dans le tableau suivant, les cases en vert sont celles des tournois remportés.
| -    | Printemps                                  | Hiver                                      |
| ---- | ------------------------------------------ | ------------------------------------------ |
| 1790 | x                                          | Sekiwake de l'ouest 8–0–2 2h Non officiel  |
| 1791 | Sekiwake de l'ouest 6–1–2 1nr              | Sekiwake de l'ouest 8–0–1 1h               |
| 1792 | Non inscrit                                | Sekiwake de l'ouest 2–0–1                  |
| 1793 | Sekiwake de l'ouest 8–1                    | Sekiwake de l'ouest 8–0–1 1h Non officiel  |
| 1794 | Komusubi de l'est 6–0–2 1d 1h Non officiel | Sekiwake de l'ouest 8–0–1 1h Non officiel' |
| 1795 | Ōzeki de l'ouest 5–0 Non officiel          | Non inscrit                                |
| 1796 | Non inscrit                                | Ōzeki de l'ouest 9–0–1 Non officiel        |
| 1797 | Ōzeki de l'ouest 8–1–1 Non officiel        | Ōzeki de l'ouest 10–0 Non officiel         |
| 1798 | Ōzeki de l'ouest 8–0–1 1nr Non officiel    | Ōzeki de l'ouest 9–0–1 Non officiel        |
| 1799 | Ōzeki de l'ouest 6–0–1 Non officiel        | Ōzeki de l'ouest 9–0–1 Non officiel        |
| 1800 | Non inscrit                                | Ōzeki de l'ouest 6–1–2 1h'                 |
| 1801 | Ōzeki de l'ouest 8–0–1 1h Non officiel     | Non inscrit                                |
| 1802 | Non inscrit                                | Ōzeki de l'ouest 8–0–2 Non officiel        |
| 1803 | Ōzeki de l'ouest 5–0 2h Non officiel       | Ōzeki de l'ouest 9–0–1 Non officiel        |
| 1804 | Non inscrit                                | Ōzeki de l'ouest 8–1–1 Non officiel        |
| 1805 | Ōzeki de l'ouest 10–0 Non officiel         | Ōzeki de l'ouest 9–1 Non officiel          |
| 1806 | Ōzeki de l'ouest 3–1–1                     | Ōzeki de l'ouest 9–1 Non officiel          |
| 1807 | Ōzeki de l'ouest 9–0 1h Non officiel       | Ōzeki de l'ouest 8–0 1h 1nr Non officiel   |
| 1808 | Ōzeki de l'ouest 7–0–2 1nr Non officiel    | Ōzeki de l'ouest 9–1 Non officiel          |
| 1809 | Ōzeki de l'ouest 8–0–1 1h Non officiel     | Ōzeki de l'ouest 7–1–2 Non officiel        |
| 1810 | Ōzeki de l'ouest 9–0 1nr Non officiel      | Ōzeki de l'ouest 7–1–1 1d Non officiel     |
| 1811 | Ōzeki de l'ouest Retraite 0–0–10           |                                            |